# Idiocerus apicalis
Idiocerus apicalis är en insektsart som beskrevs av Matsumura 1912. Idiocerus apicalis ingår i släktet Idiocerus och familjen dvärgstritar. Inga underarter finns listade i Catalogue of Life.